# 动物体色
动物体色是指动物體表的顏色。动物的体色可以用來偽裝，例如保護色；也可以用來拟态，並且此時的體色具有警戒作用；有些動物的體色還具有防曬作用。有些動物通過色素細胞來顯示體表顏色。